# Myš bobří
Myš bobří (Hydromys chrysogaster) je druh hlodavce z čeledi myšovití (Muridae) a rodu Hydromys.

## Popis
Je známo asi 17 poddruhů, z nichž většina obývá řeky a bažiny v Austrálii, na Nové Guineji, přilehlých ostrovech a na Filipínách.
Tento mohutný hlodavec může měřit až 35 cm bez ocasu (ocas měří 20 – 35 cm) a dosahovat hmotnosti více než jednoho kilogramu (340–1,275 gramů). Má štíhlý, hydrodynamický tvar vhodný do vodního prostředí. Zadní nohy jsou opatřeny malými plovacími blánami, jež umožňují obratné manévrování ve vodě.
Myš bobří se živí drobnými rybami, žábami, korýši a vodními ptáky, které aktivně pronásleduje a loví. Své úlovky často ukládá do zásobáren a konzumuje je později. Na jihu svého areálu se myši bobří rozmnožují brzy na jaře a rodí 4 – 5 mláďat; jedinci žijící více na severu se rozmnožují po celý rok.
V Austrálii byly dříve loveny kvůli kvalitnímu kožichu a byly tak ohrožené. Od roku 1938 jsou však chráněné, byť ještě do 60. let byly povolovány odstřely, protože byly myší bobří považovány za škůdce. 

## Synonyma
- Krysa bobří
- Krysa V
- Myš obří